# Вокзал Херне
Вокзал Херне (нем. Bahnhof Herne) — центральный железнодорожный вокзал города Херне (федеральная земля Северный Рейн-Вестфалия). Здание вокзала расположено на площади Bahnhofsplatz. По немецкой системе классификации вокзал Херне относится к категории 4.
Вокзал Херне — это тематический пункт регионального проекта «Путь индустриальной культуры» Рурского региона.

## История

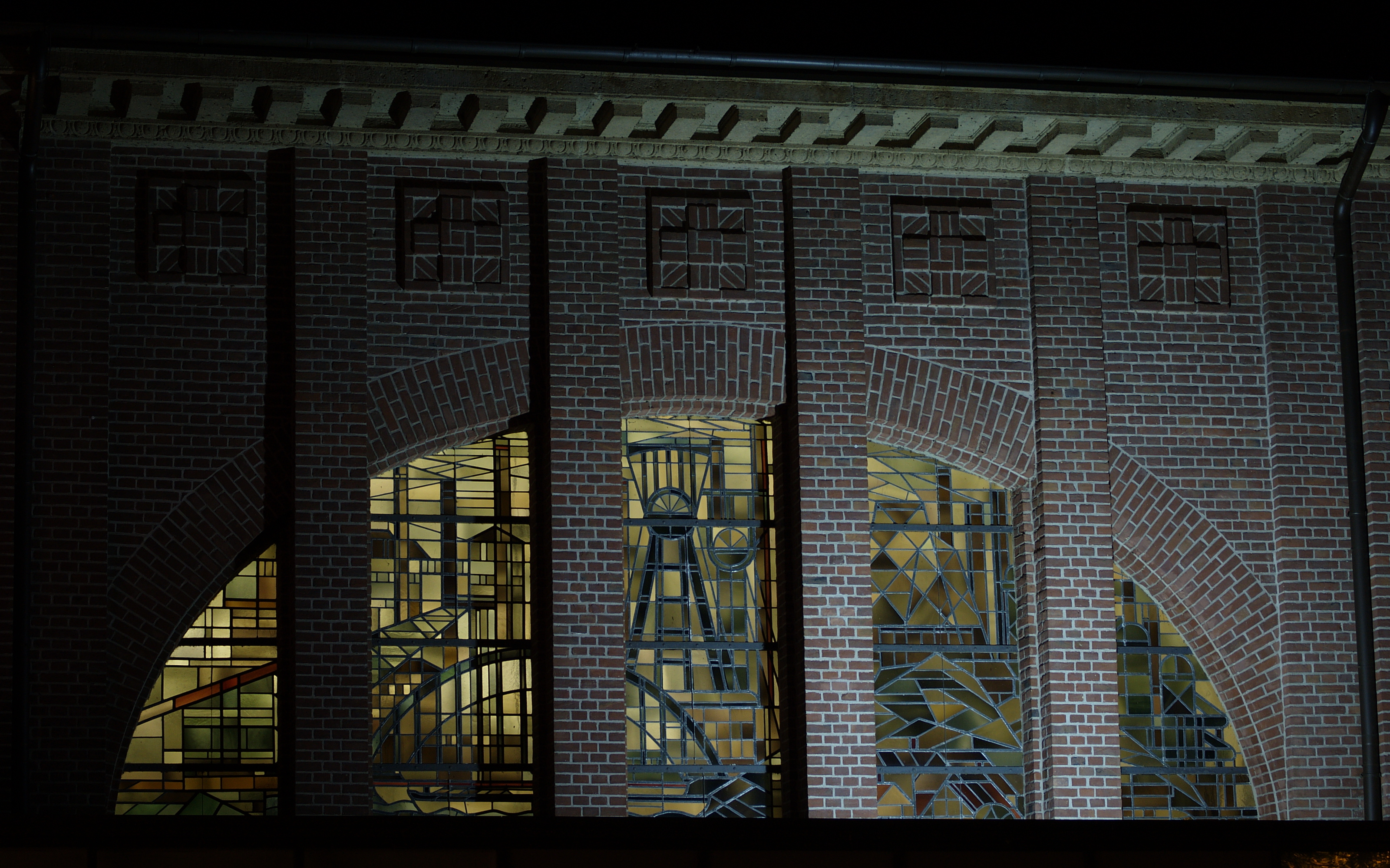
Витраж зала ожидания

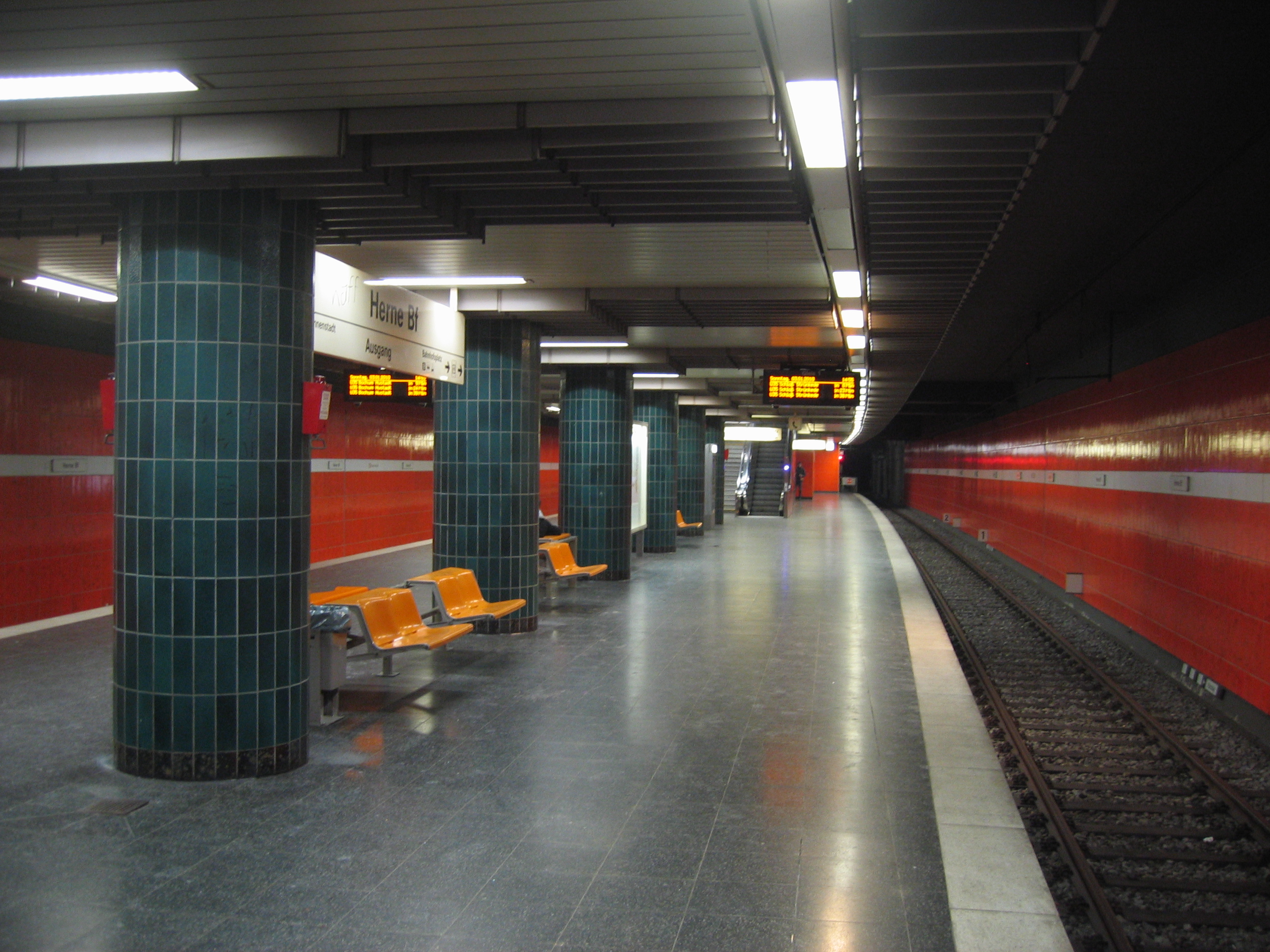
Станция бохумского скоростного трамвая HerneBf

Железнодорожное движение в Херне было открыто в 1847, когда был открыт железнодорожный участок Кёльн-Минден. В то время в Бохуме не было собственного вокзала и вокзал в Херне был ближайшей железнодорожной станцией к Бохуму, поэтому и носила название — называлась эта станция Херне-Бохум. Это название сохранилось вплоть до начала 1860-х годов, когда была проложена ветвь железнодорожного участка Виттен/Дортмунд-Оберхаузен/Дуйсбург и в Бохуме появился свой железнодорожный вокзал.

Современное здание вокзала было построено в 1914 году Прусским государственным железнодорожным обществом. В ходе модернизации здания вокзала в 1970 году купол здания был скрыт потолочным перекрытием, но в ходе очередной перестройки в 1990 году был восстановлен.

2 сентября 1989 года возле вокзала Херне открылась подземная станция бохумского скоростного трамвая HerneBf.

## Движение поездов по станции Херне

### RE,RBиS-Bahn
| Линия | Название              | Маршрут |
| ----- | --------------------- | --- |
| RE 3  | Rhein-Emscher-Express | Хамм — Камен — Дортмунд — Кастроп-Рауксель — Херне — Ванне-Айкель — Гельзенкирхен — Оберхаузен — Дуйсбург — Аэропорт (Дюссельдорф) — Дюссельдорф |
| RB 43 | Emschertal-Bahn       | Дорстен — Ванне-Айкель — Херне — Дортмунд |
| S2    | S-Bahn Rhein-Ruhr     | Дортмунд — Кастроп-Рауксель — Херне — Ванне-Айкель — Гельзенкирхен — Оберхаузен — Дуйсбург                                                       |